# Marc Molinaro
Pour les articles homonymes, voir Molinaro.
Marcus J. Molinaro dit Marc Molinaro, né le 8 octobre 1975 à Yonkers dans l'État de New York, est un homme politique américain. Membre du Parti républicain, il est élu à l'Assemblée de l'État de New York de 2007 à 2011, avant de prendre la tête du comté de Dutchess. Il quitte ses fonctions lorsqu'il entre à la Chambre des représentants des États-Unis en 2023.

## Biographie

### Carrière politique locale

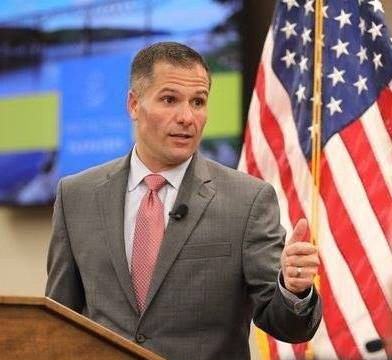
Marc Molinaro en 2018.

En 1994, âgé de 18 ans, Marc Molinaro est élu au conseil municipal (en anglais : Board of Trustees) du village de Tivoli. L'année suivante, il devient le plus jeune maire du pays. Il est réélu maire à cinq reprises. En parallèle, il est également élu à quatre reprises au sein de la législature du comté de Dutchess, où il préside notamment la commission du budget et du personnel.
De 2007 à 2011, il est élu à Assemblée de l'État de New York. En 2012, il est élu County executive du comté de Dutchess. Il est reconduit dans ses fonctions jusqu'à son élection au Congrès en 2023.
À l'approche de l'élection du gouverneur de 2018, Marc Molinaro envisage de se présenter avant d'annoncer son intention de ne pas être candidat en janvier 2018. Deux mois plus tard, il officialise cependant sa candidature face au démocrate sortant Andrew Cuomo,. En mai 2018, il est désigné candidat à l'unanimité par la convention du Parti républicain de l'État de New York. Il fait notamment campagne pour une baisse des impôts et critique Andrew Cuomo pour sa gestion de la Metropolitan Transportation Authority et la condamnation pour corruption de l'un de ses conseillers. Dans un État et un contexte national favorables aux démocrates, il est largement battu par Andrew Cuomo qui réunit 59,6 % des voix (contre 36,2 %).

### Représentant des États-Unis
Au printemps 2022, Marc Molinaro se présente à la Chambre des représentants des États-Unis dans le 19e district de l'État de New York, à l'occasion d'une élection partielle provoquée par la nomination d'Antonio Delgado comme lieutenant-gouverneur. Face au County executive démocrate du comté d'Ulster Pat Ryan, Marc Molinaro axe sa campagne sur l'inflation et la criminalité. De son côté, Pat Ryan centre sa campagne sur la défense du droit à l'avortement et sur les principes démocratiques en général, 
à la suite de l'arrêt Dobbs qui revient sur le droit constitutionnel à l'avortement. Marc Molinaro est en effet opposé à l'avortement, même s'il ne soutient pas une interdiction à l'échelle fédérale. Alors qu'il était favori des sondages, Marc Molinaro voit peu à peu son avance fondre,. Pat Ryan remporte finalement l'élection avec plus de 51 % des voix. Ce score, légèrement meilleur que celui de Joe Biden dans le district en 2020, est interprété comme un signe de résistance des démocrates à l'approche des élections de mi-mandat, d'abord annoncées comme une vague républicaine.
Pour l'élection générale de novembre, Marc Molinaro est candidat dans le 19e district redécoupé, qui s'étend désormais de Poughkeepsie à Ithaca. Pat Ryan est quant à lui candidat dans le nouveau 18e district. Marc Molinaro est élu représentant avec deux points d'avance sur le démocrate Josh Riley, alors que le Parti républicain remporte de nombreux sièges disputés dans l'État de New York.
À la Chambre des représentants, il est l'un des élus les plus bipartisans du Congrès.
Candidat à sa réélection en 2024, Marc Molinaro affronte de nouveau l'avocat démocrate Josh Riley. Bien qu'historiquement considéré comme un modéré, il se tourne vers la droite et attaque Josh Riley sur l'immigration, en reprenant parfois de fausses informations de l'extrême droite américaine,. Le 5 novembre, c'est le démocrate qui s'impose cette fois-ci dans une élection une nouvelle fois serrée.

## Positions politiques
Marc Molinaro se présente comme un républicain modéré, n'ayant pas voté pour Donald Trump en 2016. Sur les questions de société, il est opposé à l'avortement et estime avoir évolué sur la question du mariage homosexuel (auquel il s'est opposé à l'Assemblée de New York).